# Le avventure di Tom Sawyer (serie animata 2019)
Le avventure di Tom Sawyer (Tom Sawyer) è una serie animata televisiva franco-canadese prodotta in computer grafica da Cyber Group Studios e Groupe PVP in collaborazione con Rai Ragazzi ed altri studio stranieri. Nonostante sia basato sull'omonimo romanzo di Mark Twain si dissocia da quest'ultimo con avventure inventate arrivando a modificare il carattere di alcuni personaggi esistenti ed aggiungendone di nuovi. La serie viene trasmessa in Canada dal 12 gennaio 2020 sul canale televisivo UnisTv.
In Italia la serie va in onda dal 28 marzo 2020 su Rai Gulp, tuttavia l'episodio Un coupable idéal non viene mai trasmesso per ragioni sconosciute.

## Trama
Tom Sawyer vive la fantasia di ogni bambino: libero come un uccello, audace, curioso e coraggioso. Ogni sua storia è piena di avventure: quale bambino non sogna di sfidare i propri genitori e un mare in tempesta per andare alla ricerca di tesori con Huckleberry Finn? Tom Sawyer è un piccolo eroe che insegna ai bambini a pensare da soli, a sfuggire a tutti i pensieri dominanti e a creare la propria visione del mondo. Egli considera sacrosanti i valori che tutti i bambini hanno a cuore: lealtà verso i suoi amici, coraggio, orgoglio, difendere i deboli... e la libertà, ovviamente!

## Personaggi
Tom Sawyer
Doppiato da Andrea Di Maggio (italiano)
Protagonista
Huck Finn
Doppiato da Leonardo Caneva (italiano)
Migliore amico di Tom vive da solo su una casa costruita su un albero
Becky Thatcher
Doppiata da Giulia Tarquini (italiano)
Compagna di classe di Tom e sua migliore amica indossa un vestito azzurro
Harper
Doppiato da Lorenzo Crisci (italiano)
Compagno di classe di Tom e suo amico è sempre pronto all'avventura
Ben Rogers
Doppiato da Tito Marteddu (italiano)
Compagno di classe di Tom e suo amico è goffo e imbranato
Gracie
Doppiata da Fabiola Bittarello (italiano)
Compagna di classe di Tom e amica di Becky indossa un vestito giallo
Amy Lawrence
Doppiata da Margherita De Risi (italiano)
Compagna di classe di Tom è antipatica e indossa un vestito verde
Bob
Doppiato da Francesco Ferri (italiano)
Compagno di classe di Tom ha i capelli a spazzola
Sally
Doppiata da Lucrezia Marricchi (italiano)
Compagna di classe di Tom ha i capelli biondi come Becky
Alfred Temple
Doppiato da Federico Boccanera (italiano)
Compagno di classe di Tom è il preferito del maestro
Zia Polly
Doppiata da Paola Valentini (italiano)
Colei che si occupa di Tom
Sid Sawyer
Doppiato da Tatiana Dessi (italiano)
Fratello minore di Tom
Jenny Washington
Doppiata da Emanuela Ionica (italiano)
Amica di Tom indossa un vestito rosa
Signor Dobbins
Doppiato da Ambrogio Colombo (italiano)
Il maestro di Tom
Joe
Doppiato da Alberto Bognanni (italiano)
Un ladro sempre alla ricerca di soldi
Muff Potter
Doppiato da Ennio Coltorti (italiano)
Aiuta Joe nei suoi piani criminali
Sceriffo Perry
Doppiato da Alberto Angrisano (italiano)
Colui che fa rispettare la legge
Giudice Thatcher
Doppiato da Francesco Prando (italiano)
Padre di Becky
Hal
Doppiato da Gianni Giuliano (italiano)
Un vecchio contadino con una barba lunga e bianca
Floyd Marhall
Doppiato da Gerolamo Alchieri (italiano)
Il proprietario del Saloon
Signora Rogers
Doppiata da Daniela Debolini (italiano)
Madre di Ben è la proprietaria di un negozio che tratta diversi articoli
Vedova Douglas
Doppiata da Alessandra Korompay (italiano)
Una vecchia signora benestante che vive da sola
Signor Clark
Doppiato da Gianluca Solombrino (italiano)
Un ricco uomo d'affari
Signora Clark
Doppiata da Daniela Abbruzzese (italiano)
Moglie del signor Clark
Bo Washington
Doppiato da Francesco Russotto (italiano)
Padre di Jenny è un falegname
Linah Washington
Doppiata da Monica Bertolotti (italiano)
Madre di Jenny
Wanikiy
Doppiato da Antonio Palumbo (italiano)
Un indiano misterioso che può comunicare con la natura

## Episodi
| N° Ca | N° It | Titolo italiano              | Titolo originale           | Data Canada      | Data Italia    |
| ----- | ----- | ---------------------------- | -------------------------- | ---------------- | -------------- |
| 1     | 4     | Una cattiva reputazione      | La mauvaise réputation     | 12 gennaio 2020  | 31 marzo 2020  |
| 2     | 3     | La città è nostra            | La ville est à nous        | 20 gennaio 2020  | 30 marzo 2020  |
| 3     | 1     | Casa dolce casa              | Chacun chez soi            | 27 gennaio 2020  | 28 marzo 2020  |
| 4     | 7     | La corsa dei pionieri        | L'ange gardien             | 2 febbraio 2020  | 3 aprile 2020  |
| 5     | 14    | Buona sfortuna, Ben!         | Les malheurs de Ben Rogers | 9 febbraio 2020  | 1 maggio 2020  |
| 6     | 21    | Un patto è un patto          | Donner c'est donner        | 16 febbraio 2020 | 14 aprile 2020 |
| 7     | 19    | Un paradiso in pericolo      | Paradis en danger          | 23 febbraio 2020 | 12 aprile 2020 |
| 8     | 9     | Ali Crocket                  | Ali Croquette              | 1 marzo 2020     | 5 aprile 2020  |
| 9     | 8     | La rivolta di Tom            | La révolte de Tom          | 8 marzo 2020     | 4 aprile 2020  |
| 10    | 26    | Amici per sempre             | Amis à tout prix           | 15 marzo 2020    | 17 aprile 2020 |
| 11    | 20    | L'uomo lupo                  | L'homme-loup               | 22 marzo 2020    | 13 aprile 2020 |
| 12    | 18    | Il sogno premonitore         | Prémonitions               | 29 marzo 2020    | 11 aprile 2020 |
| 13    | 2     | Assente ingiustificato       | Une absence très remarquée | 5 aprile 2020    | 29 marzo 2020  |
| 14    | 13    | L'albero dell'abbondanza     | L'arbre d'abondance        | 12 aprile 2020   | 30 aprile 2020 |
| 15    | 15    | Il ricatto                   | L'emprise                  | 19 aprile 2020   | 8 aprile 2020  |
| 16    | 12    | La capanna stregata          | La cabane maudite          | 26 aprile 2020   | 7 aprile 2020  |
| 17    | 5     | Un fratellino da sorvegliare | La prunelle de ses yeux    | 3 maggio 2020    | 1 aprile 2020  |
| 18    | 25    | Sotto assedio                | Assiégés                   | 10 maggio 2020   | 16 aprile 2020 |
| 19    | 16    | In fuga                      | En cavale                  | 17 maggio 2020   | 9 aprile 2020  |
| 20    | 24    | L'elisir del signor Finn     | L'élixir de Monsieur Finn  | 24 maggio 2020   | 10 maggio 2020 |
| 21    | 10    | Capitano, mio Capitano!      | Ô Capitaine, mon Capitaine | 31 maggio 2020   | 6 aprile 2020  |
| 22    | 11    | Il compleanno di Becky       | Sous pression              | 7 giugno 2020    | 28 aprile 2020 |
| 23    | 22    | Una scelta difficile         | Une affaire de choix       | 14 giugno 2020   | 15 aprile 2020 |
| 24    | 17    | La gara di torte             | Chouchou c'est chaud       | 21 giugno 2020   | 10 aprile 2020 |
| 25    | 6     | Il terreno dei Washington    | Les terres des Washington  | 28 giugno 2020   | 2 aprile 2020  |
| 26    | 23    |                              | Un coupable idéal          | 5 luglio 2020    |                |